# Lanthan
Lanthan (af græsk; λανθανω [lanthanō] "det der ligger skjult") er det 57. grundstof i det periodiske system: Det har det kemiske symbol La, og under normale temperatur- og trykforhold optræder stoffet som et sølvhvidt metal, der er blødt nok til at man kan skære i det med en kniv.

## Kemiske egenskaber
Lanthan er et af de mest reaktive stoffer blandt de sjældne jordarter, og danner af sig selv kemiske forbindelser med kulstof, kvælstof, bor, selen, silicium, fosfor, svovl og med alle halogenerne — på grund af denne reaktionsvillighed iltes ("ruster") lanthan hurtigt hvis det kommer i kontakt med atmosfærisk luft. Lanthan angribes også af vand, men her spiller temperaturen en væsentlig rolle for reaktionshastigheden; i varmt vand forløber denne reaktion meget hurtigere end i koldt vand.

## Tekniske anvendelser
Ved at tilsætte lanthan i små mængder kan man gøre stål mere duktilt, formbart og modstandsdygtigt overfor stød og slag, og tilsvarende bliver molybdæn mindre hårdt og mindre følsomt overfor temperaturvariationer når det tilsættes en smule lanthan. Lanthan indgår også med mellem 25 og 45 procent i den legering som "lighterstenen" i visse lightere er lavet af.
Lanthanoxid indgår i specielle sorter af glas, hvor det gør glasset mere modstandsdygtigt overfor stærke baser. Samme tilsætningsstof bruges også i glas der blokerer for infrarødt lys, og i glas med højt brydningsindeks og lav optisk dispersion til brug i optiske komponenter, f.eks. linser til kameraer og kikkerter. 
Lanthanoxid og lanthanhexaborid bruges på overfladen af opvarmede katoder i radiorør og elektronmikroskoper, hvor det gør det lettere for katoden at frigive elektroner. I svejseelektroder til TIG-svejsning er det radioaktive thorium blevet erstattet med lanthan der ikke er radioaktivt.

## Forekomst
Selv om lanthan hører til de såkaldt sjældne jordartsmetaller, er stoffet ikke så sjældent; det udgør 32 ppm, eller 0,0032 procent, af Jordens skorpe. Lanthan findes oftest i mineraler der også indeholder cerium og andre sjældne jordartsmetaller, væsentligst monazit; (Ce, La, Th, Nd, Y)PO4, og bastnasit; (Ce, La, Y)CO3F.

## Historie
Lanthan blev opdaget i 1839 af den svenske kemiker Carl Gustav Mosander, som påviste et nyt sjældent jordartsmetal i en prøve af ceriumnitrat; han gav stoffet navnet lantana. Først i 1923 lykkedes det at isolere nogenlunde rent lanthan.

## Lanthan i biologien
Lanthan spiller ikke nogen kendt, naturlig biologisk rolle, men lanthankarbonat kan bruges medicinsk til at sænke indholdet af fosfater i blod. Medicinalfirmaet Shire Pharmaceuticals har fået godkendt lanthalkarbonat under handelsnavnet Fosrenol® som et lægemiddelmiddel mod hyperphosphatemi; for stor koncentration af fosfater i blodet — en tilstand der undertiden kommer af kronisk nyresvigt.

## Isotoper af lanthan
Naturligt forekommende lanthan består af blot to af de i alt 38 kendte isotoper af dette grundstof; 99,91% af den stabile lanthan-139, og 0,09% af lanthan-138 med en halveringstid på 105 milliarder år. Bortset fra lanthan-137 med en halveringstid på 60 000 år har alle øvrige lanthan-isotoper halveringstider på mindre end et døgn.